# Theridion stamotum
Theridion stamotum là một loài nhện trong họ Theridiidae.
Loài này thuộc chi Theridion. Theridion stamotum được Herbert Walter Levi miêu tả năm 1963.